# James Stewart, Conde de Arran
James Stewart, Conde de Arran (1545 – 5 de dezembro de 1595) foi um nobre escocês, que recebeu do jovem rei Jaime VI o título de Conde de Arran confiscado de James Hamilton, 3.º Conde de Arran. Chegou a ocupar o posto de Lorde Chanceler da Escócia e terminou por ser assassinado em 1595.

## Carreira
Stewart era o segundo filho de Andrew Stewart, 2.º Lorde Ochiltree, e de sua esposa Agnes, filha de John Cunningham, 5.º de Capringtoun, Ayrshire. A irmã de Stewart, Margaret, foi casada com o reformador John Knox.
Em abril de 1573, James foi enviado como uma "garantia" ou refém para a Inglaterra para a segurança do exército e artilharia inglesa enviadas para o 'Cerco Lang' do Castelo de Edimburgo. (O Castelo era ocupado por partidários de Maria da Escócia). O Regente Morton deu-lhe cinquenta e cinco libras esterlinas para as suas despesas na Inglaterra. Ele era o capitão da Guarda Real de Jaime VI.
James era um partidário de Esmé Stewart e, em janeiro de 1580, acusou o ex-Regente Morton, que tinha ainda muita influência política na Escócia, de participação no assassinato de Henrique Stuart, Lorde Darnley. Stewart foi recompensado com o cargo de Tutor de Arran, com poderes sobre o condado do doente mental James Hamilton, 3.º Conde de Arran, em depois, recebeu o título de Conde de Arran em 22 de abril 1581.
Em julho, James se casou com Elizabeth Stewart, ex-mulher divorciada do tio-avô do rei, Robert Stewart, anteriormente Conde de Lennox e agora Conde de March. Elizabeth, Condessa de Arran, nascida em 1549, era filha de John Stewart, 4.º Conde de Atholl.
Esmé Stewart se tornou conde, e depois Duque de Lennox, e ele e Arran tornaram-se parceiros no governo.

### A administração Lennox-Arran
O governo da Escócia por Lennox e Arran, e suas correspondências com a França e a Espanha, tornaram-nos impopulares na Inglaterra e com o setor "ultra-protestante" escocês, embora o jovem rei admirasse muito Lennox e gostasse de sua companhia.

### O ataque de surpresa de Ruthven
Em agosto de 1582 Lennox e Arran presidiram o Conselho Privado em Perth, e depois retornaram para o Palácio de Dalkeith perto de Edimburgo. Jaime VI foi convidado para ficar caçando em Perthshire, e foi levado para o Castelo Huntingtower pelo Conde de Gowrie e sua facção política em 22 de agosto de 1582, um sequestro que ficou conhecido por Ataque de Ruthven. No dia seguinte, eles comunicaram ao rei seus pedidos ou reivindicações, que afirmavam;
Nós temos sofrido nesses últimos dois anos, com as falsas acusações, calúnias, opressões e perseguições, feitas pelo Duque de Lennox e por aquele que é chamado de Conde de Arran, cujas insolências e atrocidades nunca foram até agora vistas na Escócia.
 Arran foi até Huntingtower e foi preso pelos revoltosos. Lennox foi enviado em exílio para a França e morreu. Gowrie governou a Escócia por dez meses, após a emissão de uma acusação contra Lennox e Arran, que dava detalhes de como a Condessa de Arran era "uma mulher vil e descarada, famosa por seus atos monstruosos, não sem a suspeita de praticar a diabólica arte da magia ". Arran foi autorizado a assistir a algumas das reuniões do conselho para dar suporte ao novo regime.

### O predomínio de Arran
Arran recuperou o poder em julho de 1583, uma ascensão que iria durar por dois anos, e os responsáveis pelo Ataque de Ruthven e seus seguidores foram banidos para Newcastle upon Tyne. Depois de maio de 1584, Arran era sempre o primeiro nome registrado na lista dos presentes do Conselho Privado escocês. Arran agiu contra a ala presbiteriana da Igreja da Escócia, e contra os lordes banidos que haviam retornado para atacar o Castelo de Stirling. O papel de sua esposa na administração também atraiu a censura dos ministros da Igreja de Edimburgo.
O governo de Arran foi prejudicado em parte pelas maquinações de seu próprio diplomata em Londres, o jovem Mestre de Gray. Em fevereiro de 1585, Elizabeth abriu duas linhas de comunicação na Escócia, uma com Arran e outra com o Mestre.
Arran perdeu influência depois de um incidente na fronteira, quando o inglês Francis Russell, filho do 2.º Conde de Bedford, foi morto com um "tiro de um pistolão" em 27 de julho de 1585. Arran foi acusado de envolvimento pelo embaixador inglês, Nicholas Wotton e Jaime VI ao saber da notícia sugeriu enviar Arran como prisioneiro para a Inglaterra. Em vez disso, Arran foi preso e enviado para o Castelo de St. Andrews e, em seguida, colocado em prisão domiciliar em sua própria Kinneil House. Esteve incapacitado de impedir que os lordes banidos do Ataque de Ruthven retornassem à Inglaterra e invadissem o Castelo de Stirling em 4 de novembro de 1586. Para evitar que fosse banido, passou os últimos anos de sua vida recluso em Ayrshire. Foi assassinado por Sir James Douglas de Parkhead, sobrinho do Regente Morton, em 5 de dezembro de 1595.